# Bevier (Missouri)
Bevier – miasto w Stanach Zjednoczonych, w stanie Missouri, w hrabstwie Macon.